# Місцевий (фільм)
«Місцевий» (англ. The Homesman) — американський драматичний фільм 2014 року режисера Томмі Лі Джонса . Сценарій фільму створений на основі однойменного роману The Homesman (1988) американського письменника Глендона Свортаута. У головних ролях — Томмі Лі Джонс і Гіларі Свенк. У фільмі також знімалися Гейлі Стайнфелд, Вільям Фіхтнер, Меріл Стріп та інші.
Фільм брав участь в основній конкурсній програмі Каннського кінофестивалю 2014 року .

## Сюжет
Дія фільму відбувається у 1855 році в США. Мері Бі Кадді (Гіларі Свенк) веде своє фермерське господарство самостійно. Місцева церква доручила їй перевезти з Небраски в Айову трьох душевнохворих жінок (їх ролі виконують Міранда Отто, Соня Ріхтер і Грейс Гаммер). У кожної з цих жінок є своя гірка історія, яка призвела до психічного розладу .
Перед від'їздом Мері Бі Кадді зустрічає і рятує від неминучої смерті літнього ковбоя-сквотера Джорджа Бріггса (Томмі Лі Джонс), якого місцеві жителі лінчували і залишили на коні зі зв'язаними руками і з петлею на шиї, під гілкою дерева, до якої була прив'язана мотузка. В обмін на порятунок він погоджується допомогти виконати їй завдання — таким чином, у неї з'являється супутник і захисник в подорожі .
Як і очікувалося, подорож була повна труднощів і небезпек — псується погода, йде сніг, на шляху їм зустрічається загін індіанців, потім озброєний бандит, і, нарешті, відбувається непоправна трагедія. Кінцевою метою подорожі є церква в Айові, де дружина місцевого священика (роль якої виконує Меріл Стріп) погодилася взяти на себе турботу про перевезених душевнохворих жінок .

## У ролях

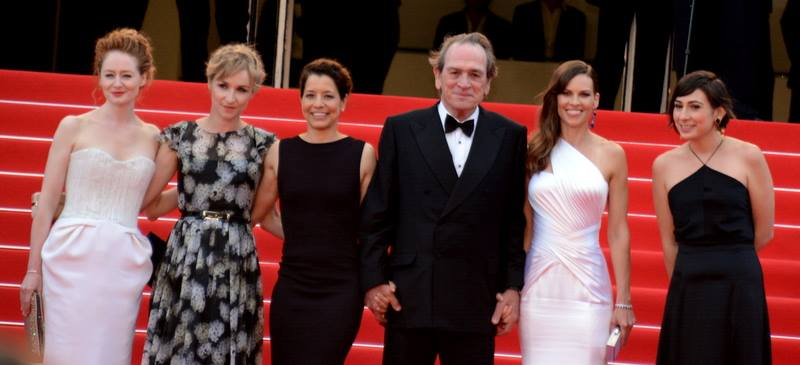
Томмі Лі Джонс і актриси, що знімалися у фільмі, на Каннському фестивалі 2014 року

| Актор              | Роль                                         |
| ------------------ | -------------------------------------------- |
| Томмі Лі Джонс     | Джордж Бріггс                                |
| Гіларі Свенк       | Мері Бі Кадді                                |
| Міранда Отто       | Теолайн Белкнап - одна з душевнохворих жінок |
| Соня Ріхтер        | Гро Свендсен - одна з душевнохворих жінок    |
| Грейс Гаммер       | Арабелла Сорс - одна з душевнохворих жінок   |
| Гейлі Стайнфельд   | Табіта Гатчінсон                             |
| Меріл Стріп        | Алта Картер - дружина священика в Айові      |
| Джеймс Спейдер     | Алоїзіус Даффі - господар готелю             |
| Джон Літгоу        | Альфред Дауд - священик в Небрасці           |
| Тім Блейк Нельсон  | перевізник вантажів                          |
| Баррі Корбін       | Бастер Шейвер                                |
| Івен Джонс         | Боб Гіффен - фермер в Небрасці               |
| Каролін Лагерфельт | Нетті - мати Гро                             |
| Вільям Фіхтнер     | Вестер Белкнап - чоловік Теолайн             |
| Джессі Племонс     | Гарн Сорс - чоловік Арабелли                 |
| Давид Денсік       | Тор Свендсен - чоловік Гро                   |

## Критика
В цілому оцінки критиків виявилися позитивними. На сайті Rotten Tomatoes 81 % критиків з 125 дали кінострічці позитивну оцінку . На Metacritic фільм має рейтинг 68 % на основі 42 рецензій .